# Thymallus nigrescens
Thymallus nigrescens is een straalvinnige vissensoort uit de familie van de zalmen (Salmonidae). De wetenschappelijke naam van de soort is voor het eerst geldig gepubliceerd in 1923 door Dorogostaisky.